# Bob Glendenning
Robert Glendenning (Washington, 1888. június 6. – 1940. november 19.) angol labdarúgó, edző.
A holland válogatott szövetségi kapitánya volt az 1928. évi nyári olimpiai játékokon, illetve az 1934-es és az 1938-ss világbajnokságon.

## Sikerei, díjai

### Játékosként
Barnsley
- Angol kupagyőztes (1): 1912